# Lago Nahuel Huapí
Lago Nahuel Huapí är en sjö i norra Patagonien i Argentina, mellan provinserna Rio Negro och Neuquén.
Namnet kommer från inhemska språket Mapudungun och betyder Tigerns (Nahuel) ö (huapi), med hänsyftning till ön Isla Victoria, som ligger mitt i sjön.
Lago Nahuel Huapí sågs för första gången av en europé när jesuitmissionärer från Chiloe, kom till området på 1600-talet.
Sjön är också känd för legenden om Nahuelito, ett Nessie-liknande sjömonster.
Lago Nahuel Huapí ligger 769 meter över havet. Arean är 529 kvadratkilometer. Den sträcker sig 51,0 kilometer i nord-sydlig riktning, och 56,5 kilometer i öst-västlig riktning.
I sjön finns öarna Isla Huemul och Isla Victoria.
Följande samhällen ligger vid Lago Nahuel Huapí:
- San Carlos de Bariloche (95 394 invånare)

Runt Lago Nahuel Huapí är det mycket glesbefolkat, med 3 invånare per kvadratkilometer. Kustklimat råder i trakten. Årsmedeltemperaturen i trakten är 7 °C. Den varmaste månaden är januari, då medeltemperaturen är 14 °C, och den kallaste är juni, med −1 °C. Genomsnittlig årsnederbörd är 1 159 millimeter. Den regnigaste månaden är juni, med i genomsnitt 180 mm nederbörd, och den torraste är november, med 35 mm nederbörd.

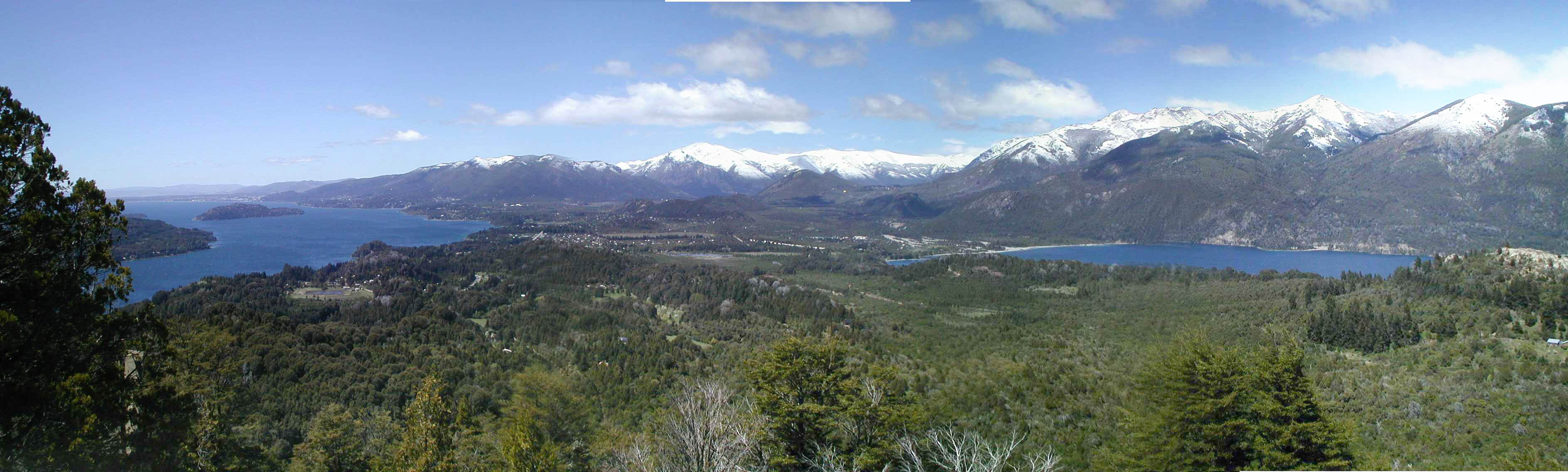
Sjön Nahuel Huapí.